# Aleucanitis austera
Aleucanitis austera là một loài bướm đêm trong họ Noctuidae.